# Procédé Van-Arkel-de-Boer

Procédé Van-Arkel-de-Boer.

Le procédé Van-Arkel-de-Boer, développé en 1925 par Anton Eduard van Arkel et Jan Hendrik de Boer, est le premier procédé industriel de purification du zirconium, permettant ainsi une production commerciale de zirconium pur. Dans l'industrie chimique, ce procédé a été remplacé par le procédé Kroll.
Le procédé « Van-Arkel-de-Boer » repose sur la formation réversible d'iodures, qui se redécomposent en métal pur.

Dans le cas du titane :
{\displaystyle \mathrm {Ti\;+2I_{2}\;\rightleftharpoons \;TiI_{4}} } (formation : 600 °C ; décomposition : 1 200 °C).
Le zirconium à purifier est chauffé sous vide dans un creuset à 50-250 °C (800 °C pour le titane) en présence d'iode. Un iodure de zirconium ou de titane (ZrI4 ou TiI4) se forme et volatilise le métal, laissant un résidu d'impuretés. À la pression atmosphérique, le TiI4 fond à 150 °C et bout à 377 °C, et le ZrI4 fond à 499 °C et bout à 600 °C. Les températures d'ébullition sont plus faibles à pression réduite.
Le tétraiodure gazeux s'échappe par convection, puis est décomposé au contact d'un filament de tungstène chauffé à blanc (1 400 °C). Au fur et à mesure que le métal se dépose, le filament devient de plus en plus conducteur, et le courant le traversant doit être augmenté en conséquence.

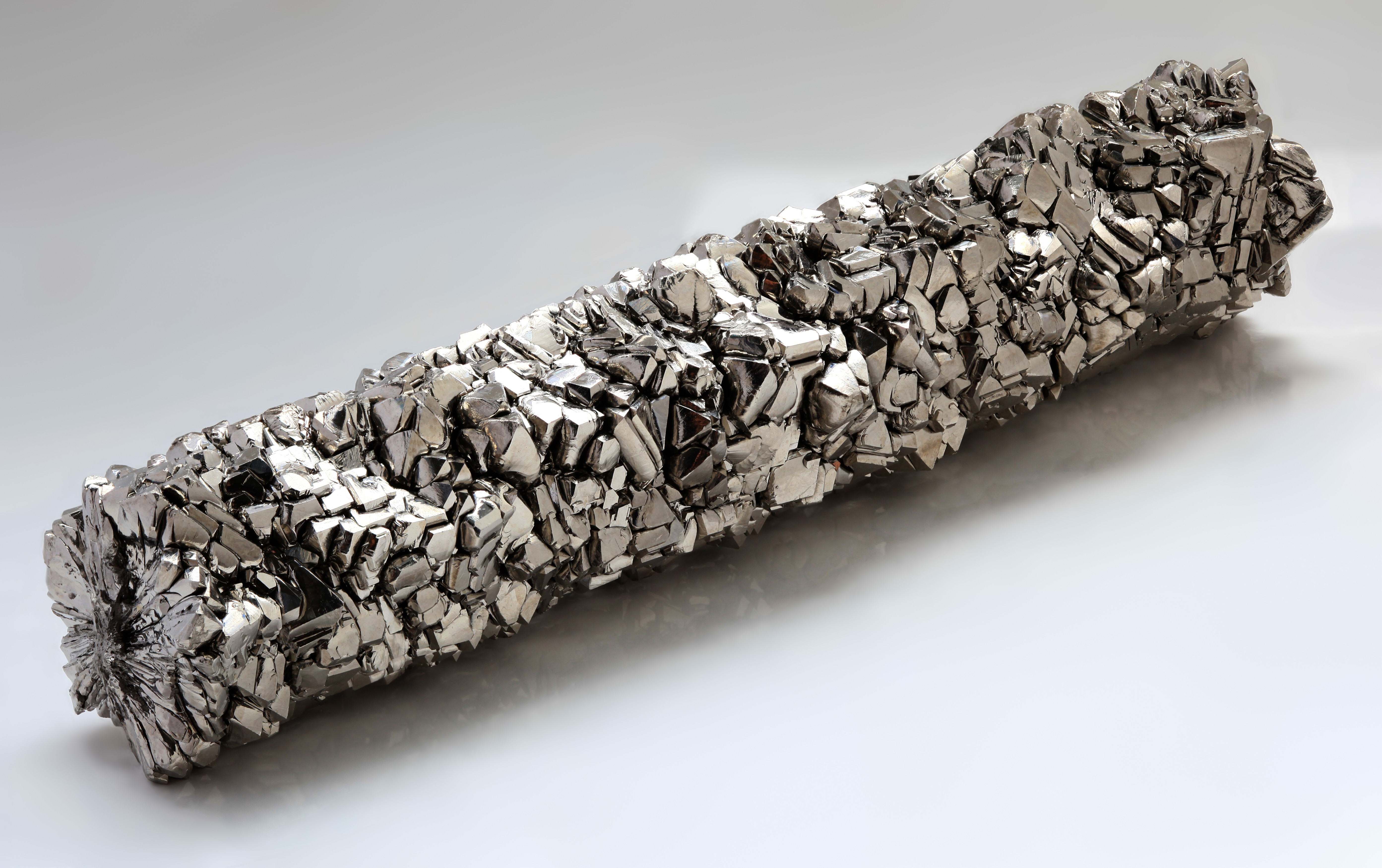
Lingot de titane cristallisé
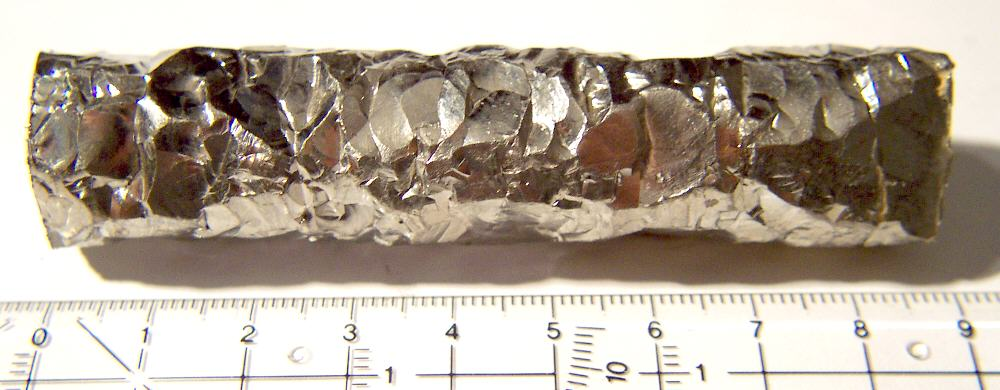
Lingot de zirconium cristallisé
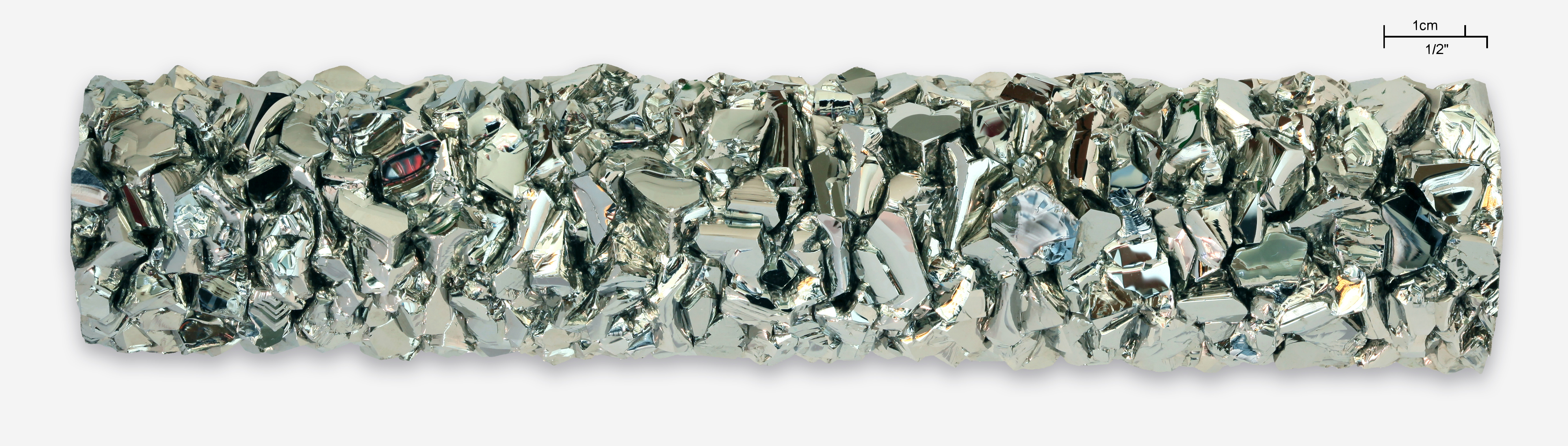
Lingot de hafnium cristallisé
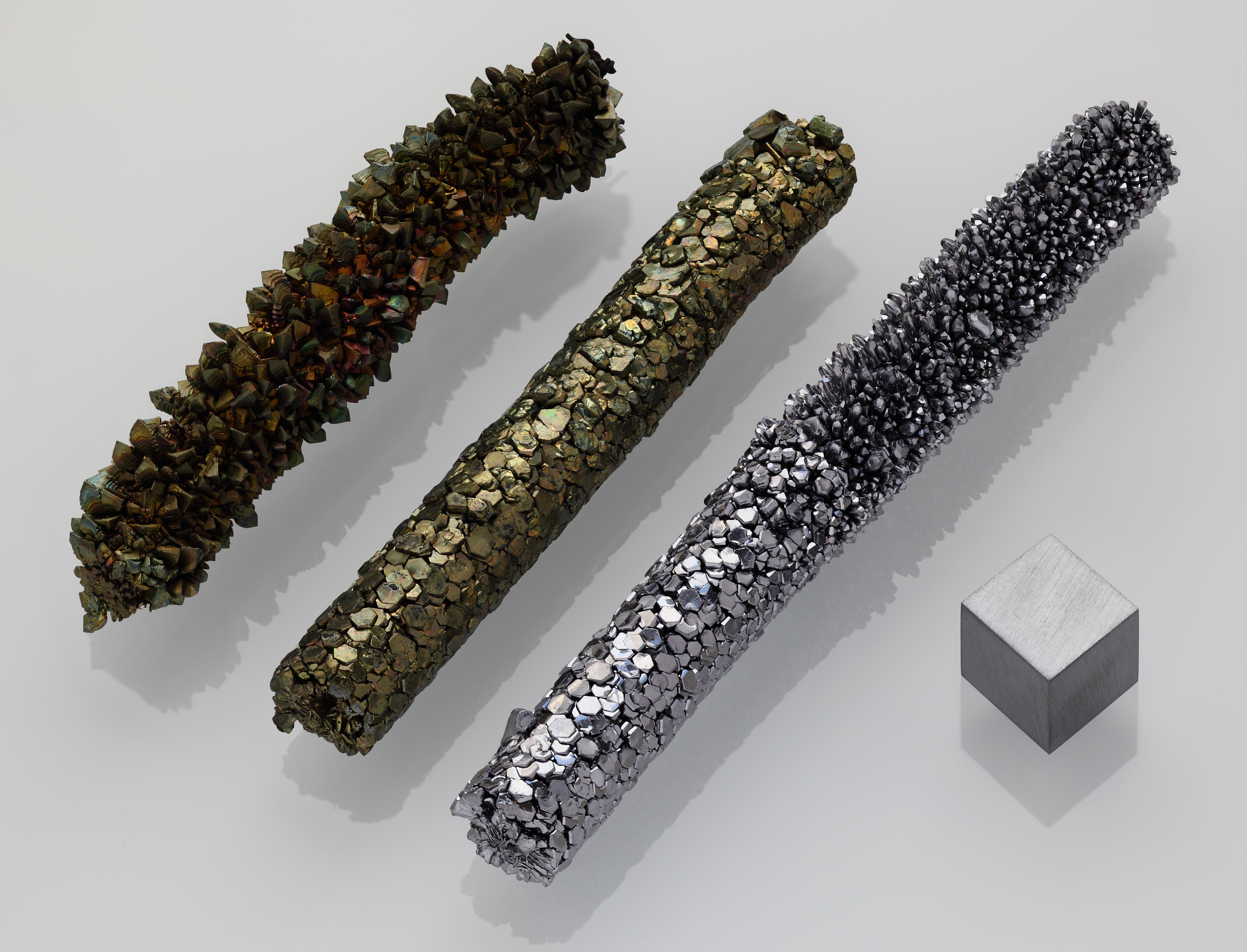
Lingot de vanadium cristallisé